# Schmittlotheim
Schmittlotheim is een deel van de gemeente Vöhl in het district Waldeck-Frankenberg in Duitsland.
Schmittlotheim ligt aan de Uerdinger Linie, in het traditionele hessische dialectgebied. Schmittlotheim ligt niet ver van Kirchlotheim.